# Presseck
Presseck er en købstad (markt) i Landkreis Kulmbach, Regierungsbezirk Oberfranken i den tyske delstat Bayern.

## Geografi
Presseck ligger på en højslette mellem Steinach og Wilde Rodach ved foden af det 690 m høje Pressecker Knocks i Naturpark Frankenwald.
I kommunen er der ud over Presseck, disse landsbyer og bebyggelser:
| - Altenreuth - Birken - Braunersreuth - Breiteneben - Elbersreuth - Elbersreuthermühle - Eulenburg - Fels - Haid - Heinersreuth - Katzengraben | - Köstenberg - Kreuzknock - Kunreuth - Neumühle - Oberehesberg - Ochsengarten - Papiermühle - Petersmühle - Pinzenhof - Premeusel | - Reichenbach - Rützenreuth - Schafhaus - Schafhof - Schlackenmühle - Schlackenreuth - Schlopp - Schmölz - Schnebes - Schöndorf - Schübelsmühle | - Seubetenreuth - Spitzberg - Teichmühle - Trottenreuth - Unterehesberg - Waffenhammer - Wahl - Wartenfels - Wildenstein - Wustuben |